# MF文庫Jラジオあらいぶ!!
『MF文庫Jラジオあらいぶ!!』（エムエフぶんこジェイラジオあらいぶ）は、2011年9月22日から2014年8月25日まで配信されていたラジオ番組。パーソナリティは下田麻美、江口拓也。
2014年9月25日から2015年3月25日まではWEB動画番組『MFカフェ文庫Jあらいぶ!!』が配信された。

## 概要
2002年7月25日創刊のMF文庫J創刊10周年カウントダウン企画として、MF文庫Jと月刊コミックアライブ、HOBiRECORDSが共同制作したラジオ番組。当初は2011年9月から1年間の予定だったが、好評だったため、2012年9月から第2シーズン、2013年9月から第3シーズンが配信された。
2014年7月20日に秋葉原UDXアキバ・スクエアで開催されたMF文庫J「夏の学園祭2014」にて『MF文庫Jラジオあらいぶ!!』最後の公開録音が行われ、9月からWEB動画番組『MFカフェ文庫Jあらいぶ!!』が開始されることが発表された。パーソナリティは引き続き、下田と江口が務め、駒田航、土田玲央、松田颯水、谷口夢奈の4人がアシスタントを務める。
2015年3月1日、新宿ロフトプラスワンで『MFカフェ文庫Jあらいぶ!!』最終回の公開録音が行われた。

## 配信リスト

### MF文庫Jラジオあらいぶ!!
| 回数        | 配信日         | 内容・ゲスト                                                                                        |
| 1stシーズン | 1stシーズン    | 1stシーズン                                                                                         |
| ----------- | -------------- | --------------------------------------------------------------------------------------------------- |
| 第01回      | 2011年09月22日 | |
| 第02回      | 2011年10月25日 | 原田ひとみ                                                                                          |
| 第03回      | 2011年11月25日 | 原田ひとみ、荒川美穂                                                                                |
| 第04回      | 2011年12月22日 | 井上麻里奈                                                                                          |
| 第05回      | 2012年01月25日 | あさのハジメ                                                                                        |
| 第06回      | 2012年02月24日 | |
| 第07回      | 2012年03月30日 | 「MF文庫J 編集会議2012」公開録音（2012年3月24日） 原田ひとみ、あさのハジメ、後藤祐迅、梱枝りこ      |
| 第08回      | 2012年04月25日 | 浅倉杏美、三森すずこ、後藤祐迅                                                                      |
| 第09回      | 2012年05月25日 | 椎名へきる、氷川へきる                                                                              |
| 第10回      | 2012年06月25日 | 荒川美穂                                                                                            |
| 第11回      | 2012年07月25日 | |
| 第12回      | 2012年08月24日 | 「MF文庫J 10周年記念 夏の学園祭」公開録音（2012年7月29日） 椎名へきる、藤田咲、原田ひとみ、荒川美穂 |
| 2ndシーズン |                | |
| 第01回      | 2012年09月25日 | |
| 第02回      | 2012年10月31日 | 藤田咲、鈴木大輔                                                                                    |
| 第03回      | 2012年01月26日 | 柿原徹也、さかもと麻乃                                                                              |
| 第04回      | 2012年12月25日 | 吉田真弓、サイトウケンジ                                                                            |
| 第05回      | 2013年01月25日 | 木村良平                                                                                            |
| 第06回      | 2013年02月25日 | |
| 第07回      | 2013年03月25日 | |
| 第08回      | 2013年04月25日 | 福原香織、内山夕実                                                                                  |
| 第09回      | 2013年05月24日 | |
| 第10回      | 2013年06月25日 | |
| 第11回      | 2013年07月31日 | 「夏の学園祭2013」公開録音（2013年7月28日） 藤田咲、原田ひとみ、若本規夫                            |
| 第12回      | 2013年08月26日 | |
| 3rdシーズン |                | |
| 第01回      | 2013年09月25日 | |
| 第02回      | 2013年10月25日 | |
| 第03回      | 2013年11月25日 | marble                                                                                              |
| 第04回      | 2013年12月25日 | 新田恵海                                                                                            |
| 第05回      | 2014年01月24日 | |
| 第06回      | 2014年02月25日 | |
| 第07回      | 2014年03月31日 | MF文庫Jラジオあらいぶ!! 2014 公開録音SP（2014年3月29日）                                            |
| 第08回      | 2014年04月25日 | |
| 第09回      | 2014年05月23日 | |
| 第10回      | 2014年06月25日 | |
| 第11回      | 2014年07月25日 | 「夏の学園祭2014」公開録音（2014年7月20日） 駒田航、土田玲央、松田颯水、谷口夢奈                    |
| 第12回      | 2014年08月25日 | |

#### コーナー
出典
ふつおた
普通のお便りを紹介するコーナー。
その名もJ（ジェイ）ラジオ出張版
MF文庫Jと月刊コミックアライブの最新情報を紹介するコーナー。
ラノベ的考察
下田と江口の人格が入れ替わったらどうなるか考えるコーナー。また、「入れ替われるなら誰と入れ替わってみたいか」も募集した。

### MFカフェ文庫Jあらいぶ!!
| 回数  | 配信日         | 内容・ゲスト | アシスタント           |
| ----- | -------------- | --- | ---------------------- |
| 第0回 | 2014年09月25日 | 「女騎士さん、ジャスコ行こうよ」                                                                                             | 駒田、土田、松田、谷口 |
| 第1回 | 2014年10月24日 | 「鎧の姫君たち あるいは魔法石機関工学科の魔王による社会 契約論」                                                             | 谷口                   |
| 第2回 | 2014年11月25日 | 「Yの紋章師」 | 土田                   |
| 第3回 | 2014年12月24日 | 今村彩夏、「エンジェル・フェスタ!」                                                                                          | 松田                   |
| 第4回 | 2015年01月23日 | 「MFカフェ文庫Jあらいぶ!! 年末スペシャル」公開録音 （2014年12月27日）山本希望、今村彩夏、諏訪彩花 「アブソリュート・デュオ」 | 駒田（司会）           |
| 第5回 | 2015年02月25日 | 「再び始まる反救世譚」 | 松田                   |
| 第6回 | 2015年03月25日 | 「下田・江口と真っ昼間から飯食い酒飲み大会!」公開録音 （2015年3月1日）                                                       | 駒田、土田、松田、谷口 |

#### コーナー
出典
ふつおた
普通のお便りを紹介するコーナー。
本日のオススメメニュー
MF文庫Jと月刊コミックアライブの最新情報を紹介するコーナー。
ポンコツだJ
視聴者からのポンコツエピソードを募集し紹介するコーナー。

## 公開録音・イベント

### MF文庫Jラジオあらいぶ!!
- MF文庫J 編集会議2012（2012年3月24日、新宿ロフトプラスワン）
- MF文庫J 10周年記念 夏の学園祭（2012年7月29日、秋葉原UDX）
- 夏の学園祭2013（2013年7月28日、秋葉原UDX）
- MF文庫Jラジオあらいぶ!! 2014 公開録音SP（2014年3月29日、新宿ロフトプラスワン）
- 夏の学園祭2014（2014年7月20日、秋葉原UDX AKIBA_SQUARE）

### MFカフェ文庫Jあらいぶ!!
- MFカフェ文庫Jあらいぶ!! 年末スペシャル（2014年12月27日、東京総合美容専門学校マルチホール）
- 下田・江口と真っ昼間から飯食い酒飲み大会!（2015年3月1日、新宿ロフトプラスワン）

## 関連商品
- 下田麻美と江口拓也のMF文庫Jラジオあらいぶ!!DVD拡張販売の旅in九州（2014年3月26日）